# Synagogengemeinde Saar

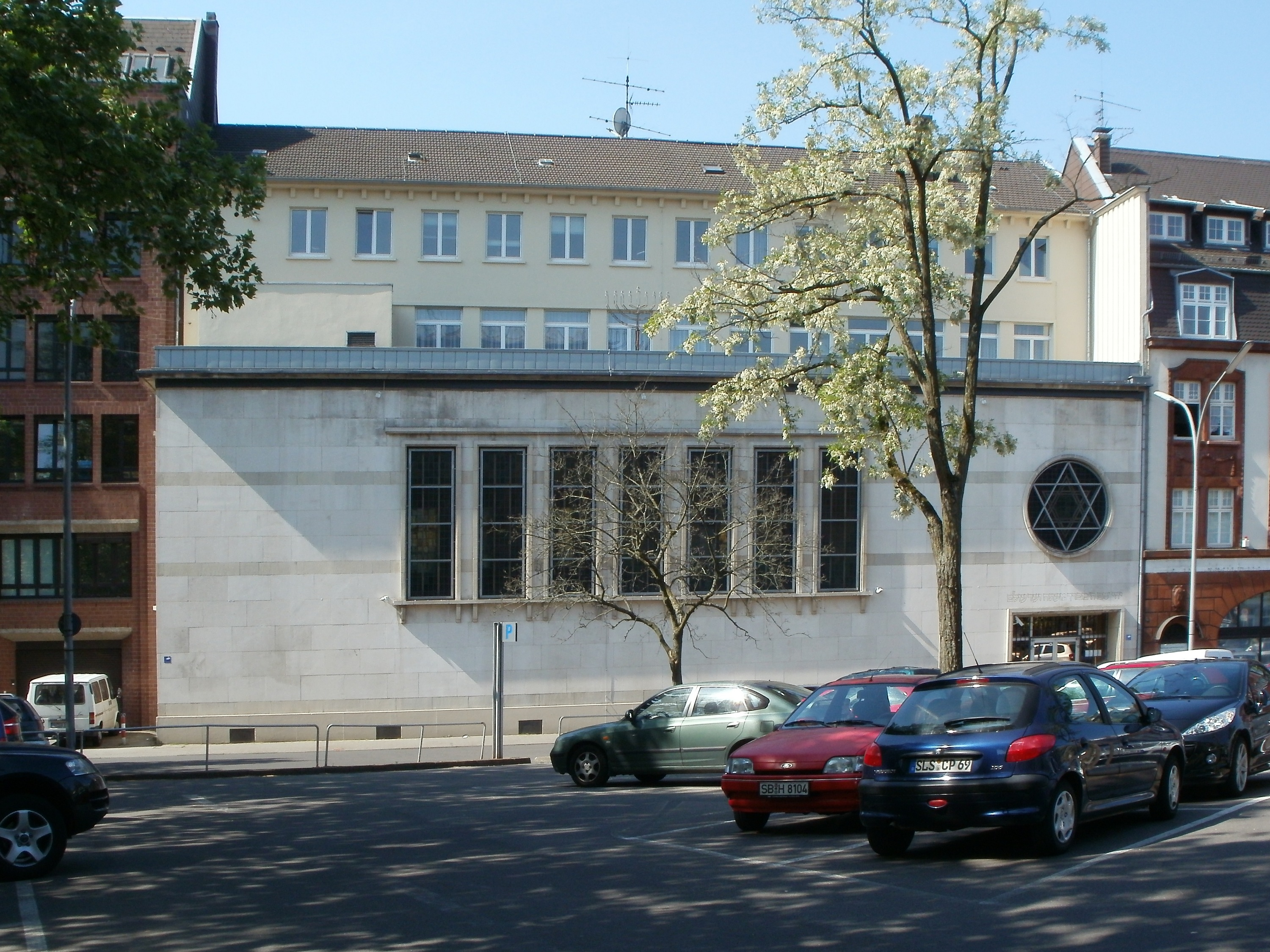
Hauptfassade der Synagoge in Saarbrücken

Die Synagogengemeinde Saar ist die jüdische Gemeinde in Saarbrücken und Körperschaft des öffentlichen Rechts. Sie entstand nach dem Zweiten Weltkrieg als Ersatz für die ehemals 26 jüdischen Gemeinden des Saarlandes und ist mit ca. 750 Mitgliedern (Stand: 2023) eine der großen jüdischen Gemeinden in Deutschland und zugleich einer der jüdischen Landesverbände des Zentralrats. Vorsitzende des Landesverbandes war bis zum 15. Februar 2025 Ricarda Kunger. Zuvor hatte Richard Bermann den Verband 24 Jahre lang geleitet.

## Geschichte

### Entstehung der jüdischen Gemeinde
Fürst Ludwig von Nassau-Saarbrücken gestattete erstmals die Ansiedlung von Juden in seinem Herrschaftsbereich. In Ottweiler und Neunkirchen wurden gegen Entrichtung einer jährlichen Gebühr von 20 Gulden sogenannte Schutzjuden aufgenommen, die von Illingen, Münchweiler und Kusel kamen. Die angesiedelten Juden mussten einen untadeligen Lebenswandel und 1500 Gulden Barvermögen aufweisen können sowie ein Haus mit Garten, Wiesen- und Ackerland erwerben. Dafür waren sie von Leibzoll, Frondiensten und sonstigen Lasten befreit. Fürst Ludwig gab den Juden die Erlaubnis, Handel zu betreiben, Vieh zu schlachten, ihre Toten auf besonderen Friedhöfen zu begraben und in ihren Privathäusern Gottesdienst abzuhalten. Später erlaubte ihnen Ludwig, dass man bei jüdischen Hochzeiten mit Musik über die Straße ziehen durfte. Am Ende der 1780er Jahre wohnten in Ottweiler 9 jüdische Familien, in Neunkirchen 16, in Uchtelfangen 2, in Spiesen und Wiebelskirchen je eine.
Ludwigs Vater, Wilhelm Heinrich von Nassau-Saarbrücken, hatte noch im Jahr 1754 kategorisch jegliche wirtschaftliche Aktivität von Juden aus Lothringen, der freien Reichsherrschaft Illingen und der Herrschaft Von der Leyen zu Blieskastel verboten. Darüber hinaus war den Nassau-Saarbrückischen Untertanen jede Kreditaufnahme bei Juden durch den Fürsten verboten worden. Ab dem Jahr 1764 mussten alle Kontrakte mit Juden verwaltungsmäßig gemeldet werden. Zur Kreditvergabe wurden ebenfalls strenge Bestimmungen erlassen.
Die Niederlassungsfreiheit von Juden durch Fürst Ludwig blieb allerdings nicht lange bestehen. Die Saarbrücker Kaufmannschaft opponierte gegen die judenfreundliche Politik des Fürsten und zahlte eine beträchtliche Summe an die fürstliche Kasse, was zur Folge hatte, dass alle Juden aus dem fürstlichen Herrschaftsbereich wieder ausgewiesen wurden.

### Entwicklung der jüdischen Gemeinde im Vormärz
Erst durch die französische Besetzung der Saarbrücker Herrschaft durften sich Juden wieder ansiedeln. Im Jahr 1808 lebten 58 Juden in Saarbrücken, im Jahr 1830 etwa 90. Bis zum Jahr 1848 fiel die Zahl der jüdischen Einwohner auf 34. Diese Zahlenentwicklung stand im Zusammenhang mit dem Aufenthaltsrecht für Juden, das wiederum mit der Vergabe einer Handelserlaubnis in Verbindung stand. Napoleon Bonaparte hatte im Jahr 1808 gesetzmäßig die Handelstätigkeit von Juden von einer Patentvergabe abhängig gemacht. Auch nach der Übergabe Saarbrückens an das Königreich Preußen blieb diese Verordnung in Kraft. Jeder handeltreibende Jude musste dieses Patent in jedem Jahr neu erwerben. Im Jahr 1817 lehnte der Saarbrücker Stadtrat das Gesuch eines Juden um Niederlassung als Handelsmann ab, da es vor Ort bereits mehr handeltreibende Juden, als es zumutbar wäre, gäbe. So kam es, dass zahlreiche Söhne der in Saarbrücken ansässigen Juden nach Frankreich oder ins Rheinland abwanderten.
In der Phase des Vormärz begann ein Wandel der Einstellung der Kommunalverwaltung hinsichtlich der Judenfrage. Am 11. Dezember 1844 wandte sich der Saarbrücker Bürgermeister Ludwig Wagner an den Landrat Christian Salomon Friedrich Hesse mit dem Anliegen, sich bei der preußischen Regierung für die Abschaffung des jährlichen jüdischen Gewerbepatentes zu verwenden. Hintergrund dieser Entwicklung war, dass St. Johann zunehmend zu einem Handelszentrum der umliegenden Region avancierte und Juden aus der Region bedeutende Geschäfte vor Ort gründeten. Oft waren Saarbrücken und St. Johann jedoch nur Stationen innerhalb des Lebens der handeltreibenden Juden und es kam zu keiner dauerhaften Ansiedlung von generationsübergreifender Art.
Bereits seit der napoleonischen Zeit mussten die Juden ihre Familiennamen festlegen. Dabei wurden von vielen die jüdischen Namen abgelegt. Im Jahr 1837 hatte das Saarbrücker Mitglied des Preußischen Provinziallandtages der Rheinprovinz, Johann Carl Schmidtborn, zusammen mit insgesamt acht Abgeordneten der Ständeversammlung in Düsseldorf einen Antrag für die Emanzipation der Juden gestellt. Der Antrag fand zwar insgesamt keine Mehrheit, doch blieb das Thema auf der politischen Agenda-Liste.
Wenige Jahre später, im Mai 1843, reichten 181 Saarbrücker Bürger eine Sammelpetition an den Rheinischen Provinziallandtag zur staatsbürgerlichen Gleichstellung der Juden. In dem Schreiben argumentierte man, dass seit dem nassauischen Ansiedlungsverbot des 18. Jahrhunderts ein grundlegender Zeitenwandel vonstattengegangen sei. „Der große Gedanke des angebornen Menschenrechts, den die Zeit zum Bewußtsein gebracht (habe)“, habe jetzt Gültigkeit erlangt. Das Rechtsgefühl verbiete es, Menschen mit gleichen Fähigkeiten und Ansprüchen halb ehr- und rechtlos leben zu lassen. Das Anliegen wurde in verschiedenen Artikeln des Saarbrücker Anzeigers besprochen und diente dem Landtagsabgeordneten Ludwig Heinrich Röchling (1796–1870) am 26. Mai 1843 als Vorlage. Röchling setzte sich auf dem 7. Provinziallandtag in Düsseldorf mit liberalen Politikern anderer rheinischer Städte für die Emanzipation der Juden ein. So stimmten am 16. Juli 1843 54 gegen 19 Abgeordnete für die Vorbereitung der völligen Gleichstellung der Juden. Im Jahr 1845 wurde schließlich die neue Gemeindeordnung für die Rheinprovinz verabschiedet.

### Die jüdische Gemeinde in der zweiten Hälfte des 19. Jahrhunderts
Im Jahr 1860 zählte die jüdische Gemeinde 18 Familien, im Jahr 1877 gab es 60 Familien, im Jahr 1890 waren es 90 jüdische Familien. Der ganze Kreis zählte 550 Juden. Vor dem Ersten Weltkrieg wohnten im Stadtkreis Saarbrücken 250 jüdische Familien mit 1250 Menschen und im Landkreis 25 Familien mit 100 Menschen. Ihren Gottesdienst hielten die Juden in einem Betsaal ab.
Während der 50 Jahre vor der sogenannten Machtergreifung Hitlers im Jahre 1933 hatte sich die Synagogengemeinde in St. Johann und Saarbrücken aus bescheidenen Anfängen zu einer Institution entwickelt, der mit über 2000 Mitgliedern am Ende der 1920er Jahre mehr als die Hälfte aller saarländischen Juden angehörten. Äußerliches Zeichen der errungenen Position stellte die in den Jahren 1888–1890 nach den Plänen des Saarbrücker Architekten Friedrich Mertz im maurischen Stil erbaute Synagoge der Saarbrücker Juden an der Ecke Futterstraße 25/Kaiserstraße in St. Johann dar.

### Zeit des Nationalsozialismus und Reichskristallnacht
Die gewalttätigen Ereignisse der „Reichskristallnacht“ in Saarbrücken waren hauptsächlich das Werk der örtlichen SS-Einheiten der Standarte 85. Der Befehl zu gewaltsamen Übergriffen auf die jüdische Gemeinde kam recht kurzfristig am Abend des 9. November 1938. Die von ihren Führern für die Durchführung der Aktion ausgewählten Männer mussten Zivilkleidung anlegen und wurden anschließend in vier Trupps eingeteilt. Einer davon war für den Einsatz an der Synagoge in St. Johann bestimmt, die übrigen drei Trupps sollten Jagd auf jüdische Einwohner machen. Diese wurden anschließend aus den Betten gerissen, misshandelt und mit dem Tode bedroht. Ihre Wohnungseinrichtungen wurden verwüstet. Etwa 130–150 jüdische Männer wurden teilweise in leichter Bekleidung, teilweise in ihrer Schlafbekleidung durch die nächtliche Innenstadt getrieben, unterwegs angespuckt, beschimpft und mit Wasser des städtischen Sprengwagens nassgespritzt. In einer symbolischen Aktion wurden die Männer aufgefordert, an der damaligen Baustelle der neoklassizistischen Eisenbahndirektion beim Saarbrücker Hauptbahnhof ihr eigenes Grab zu schaufeln. Vom Schlossplatz aus, wo sich die Saarbrücker Gestapo-Behörde befand, ging der Zug schließlich zum Gefängnis auf der Lerchesflur.
Dort wurden den Männern am Folgetag mit Farbe Hakenkreuze ins Gesicht geschmiert und man drückte ihnen den Siegelstempel der Jüdischen Kultusgemeinde Saarbrücken ins Gesicht. Die meisten Männer der jüdischen Gemeinde wurden daraufhin für mehrere Wochen in das Konzentrationslager in Dachau verbracht.
In der Nacht der antijüdischen Übergriffe drang auch eine Gruppe von ca. 30 SS-Leuten in die Synagoge ein, verwüstete die Innenausstattung, zerriss die Gebetbücher und entweihte die Kultgegenstände. Die gefangenen jüdischen Männer wurden auf ihrem demütigenden Zug durch Saarbrücken auch an der Synagoge vorbeigeführt. Dort zwang man sie zu gestikulierend zu tanzen, wie zum Gebet niederzuknien und hebräische Lieder zu singen. Anschließend wurde das Sakralgebäude in Brand gesteckt. Die herbeigerufene Feuerwehr schützte nur die von den Flammen bedrohten Nachbarhäuser und ließ zu, dass die Synagoge niederbrannte.
Die Saarbrücker Zeitung kommentierte die Brandstiftung der Synagoge folgendermaßen am 11. November 1938:

„Ein Judenbengel setzte durch seine feige Mordtat an dem deutschen Gesandtschaftsrat vom Rath die ganze deutsche Oeffentlichkeit in siedentheiße Erregung und diese Hitze schien sich gestern morgen auf die Synagoge in der Kaiserstraße übertragen zu haben. Jedenfalls schlugen gestern gegen 8 Uhr in der Frühe die Flammen aus dem Zwiebelturm, der samt dem darunter befindlichen Gebäude noch nie in unser Stadtbild hineingepaßt hatte. Bald hatte sich eine große Menschenmenge in der Kaiser- und Futterstraße angesammelt, die mit größter Spannung den weiteren Verlauf der Dinge verfolgte. Keiner konnte die Genugtuung verbergen darüber, daß nun das Haus, in dem sich noch immer die Judenclique ungestört hatte zusammenfinden können, verschwand. War es nicht wie ein Symbol, als der Judenstern der auf der höchsten Spitze immer noch kühn in den deutschen Himmel gestarrt hatte, auf einmal brennend durch das knisternde und funkensprühende Gebälk in die Tiefe stürzte! Knistert es nicht genau so im Gebälk des internationalen Judentums, dessen Stern auch im Versinken ist, wenn man es auch mancherorts nicht wahr haben will. Die Menge in den Straßen wich und wankte nicht. Man wollte es erleben, wie die Kuppel zusammenbrach, man wollte dabei sein, wenn dieses äußere Zeichen fremden Volkstums und fremder Geisteshaltung aus dem deutschen Stadtbild getilgt wurde.
Daß man währenddessen in dem neben der Synagoge gelegenen Judenhaus eine Durchsuchung vornahm und allerhand mehr oder weniger wertvolles Material hervorschaffte, diente zur allgemeinen Belustigung und wurde gebührend bejubelt. So ist auch bei uns das alte Sprichwort wahr geworden; "Wer Wind säet, wird Sturm ernten."“

## Nach dem Zweiten Weltkrieg
Nachdem das jüdische Sakralgebäude den nationalsozialistischen Brandzerstörungen im Jahr 1938 zum Opfer gefallen und 1939 abgerissen worden war, gab es Bestrebungen der saarländischen Landesregierung unter Ministerpräsident Johannes Hoffmann (Politiker, 1890) und der französischen Besatzungsmacht unter dem jüdischstämmigen Bevollmächtigten der französischen Regierung, Gilbert Grandval, der am 2. Juni 1946 durch 40 überlebende Juden im Saarbrücker Rathausfestsaal neu gegründeten Synagogengemeinde Saar eine neue Synagoge zur Verfügung zu stellen.
Versammlungen und Gottesdienste wurden im stark kriegszerstörten Saarbrücken in der unmittelbaren Nachkriegszeit an Werktagen in einem Raum im Landesmuseum (heute Stadtgalerie) und an Feiertagen im Roten Saal des Johannishofes in der Mainzer Straße abgehalten. Im August 1947 legte der Saarbrücker Architekt Heinrich Sievers (1903–1969) einen ersten Entwurf für den Neubau einer Synagoge vor. Dieser Entwurf fand die Zustimmung der jüdischen Gemeinde, der Saarländischen Landesregierung und der französischen Besatzungsmacht, wurde aber vom städtischen Gutachterausschuss für Neubauten zunächst abgelehnt. Erst nach umfassenden Korrekturen konnte zwischen 1948 und 1951 am Beethovenplatz in der Lortzingstraße eine neue Synagoge mit 248 Plätzen erbaut werden. Die Saarbrücker Synagoge ist damit die früheste Nachkriegssynagoge auf dem Gebiet des heutigen Deutschland.
Seit dem Jahr 1993 gab es Verhandlungen über einen Staatsvertrag zwischen der Synagogengemeinde und dem Saarland, der am 14. November 2001 in Saarbrücken unterzeichnet, am 6. Februar 2002 durch den Landtag gebilligt wurde und im gleichen Jahr in Kraft trat. Der Staatsvertrag sieht dabei eine finanzielle Unterstützung der Synagogengemeinde Saar vor. Außerdem beinhaltet er eine Regelung, wonach Juden zukünftig ihre Feiertage einhalten dürfen. Die erste Laufzeit des Vertrages betrug fünf Jahre, verlängerte sich aber automatisch.

## Synagoge
Eine erste Synagoge entstand Ende der 1880er-Jahre auf dem Grundstück Futterstraße 25/Ecke Kaiserstraße 12 nach Entwürfen der Architekten Friedrich Mertz und Heinrich Güth. Diese wurde während der gewalttätigen Ereignisse der Reichskristallnacht verwüstet und in Brand gesteckt. Die Ruine wurde im folgenden Jahr abgerissen. In den Jahren 1948 bis 1951 entstand so nach Plänen von Heinrich Sievers am Beethovenplatz in der Lortzingstraße eine neue Synagoge.